# 秦岭米面蓊
秦岭米面蓊（学名：Buckleya graebneriana）为檀香科米面蓊属下的一个种。